# 포수셰
포수셰(보스니아어: Posušje)는 보스니아 헤르체고비나에 있는 지방 자치체이다.